# العلاقات البلغارية الفرنسية
العلاقات البلغارية الفرنسية هي العلاقات الثنائية التي تجمع بين بلغاريا وفرنسا.

## مقارنة بين البلدين
هذه مقارنة عامة ومرجعية للدولتين:
| وجه المقارنة                                              | بلغاريا                                                                             | فرنسا                                                    |
| --------------------------------------------------------- | ----------------------------------------------------------------------------------- | -------------------------------------------------------- |
| المساحة (كم2)                                             | 110.99 ألف                                                                          | 643.80 ألف                                               |
| عدد السكان (نسمة)                                         | 7.08 مليون                                                                          | 67.12 مليون                                              |
| الكثافة السكانية (ن./كم²)                                 | 63.79                                                                               | 104.26                                                   |
| العاصمة                                                   | صوفيا                                                                               | باريس                                                    |
| اللغة الرسمية                                             | اللغة البلغارية                                                                     | لغة فرنسية                                               |
| العملة                                                    | ليف بلغاري                                                                          | يورو، فرنك س ف ب، فرنك فرنسي، Livre tournois ‏            |
| الناتج المحلي الإجمالي (بليون دولار)                      | 56.83 مليار                                                                         | 2.58 تريليون                                             |
| الناتج المحلي الإجمالي (تعادل القوة الشرائية) بليون دولار | 130.99 مليار                                                                        | 2.87 تريليون                                             |
| الناتج المحلي الإجمالي الاسمي للفرد دولار أمريكي          | 8.03 ألف                                                                            | 36.20 ألف                                                |
| الناتج المحلي الإجمالي للفرد دولار أمريكي                 | 17.21 ألف                                                                           | 39.33 ألف                                                |
| مؤشر التنمية البشرية                                      | 0.782                                                                               | 0.888                                                    |
| رمز المكالمات الدولي                                      | +359                                                                                | +33                                                      |
| رمز الإنترنت                                              | .bg، .бг ‏                                                                           | .fr، .bzh ‏، .tf، .re، .wf، .yt، .pm، .paris              |
| المنطقة الزمنية                                           | ت ع م+02:00، ت ع م+03:00، أوروبا/صوفيا ‏، توقيت شرق أوروبا، توقيت شرق أوروبا الصيفي ‏ | أوروبا/باريس ‏، توقيت وسط أوروبا، توقيت وسط أوروبا الصيفي |

## مدن متوأمة
في ما يلي قائمة باتفاقيات التوأمة بين مدن بلغارية وفرنسية:
- ترتبط فراتسا مع Villeneuve-le-Roi [الإنجليزية]‏ باتفاقية توأمة منذ 1966.
- ترتبط Veliko Tarnovo Municipality [الإنجليزية]‏ مع بايون باتفاقية توأمة منذ 1973.[18][19][20][21]
- ترتبط Razgrad Municipality [الإنجليزية]‏ مع شالون أن شمباني باتفاقية توأمة.
- ترتبط تارغوفيشته مع سوريسن باتفاقية توأمة منذ 1975.
- ترتبط تريافنا مع غرانفيل باتفاقية توأمة.
- ترتبط شومن مع ماكون باتفاقية توأمة.
- ترتبط هاسكوفو مع Châtillon-sur-Indre [الإنجليزية]‏ باتفاقية توأمة.[22][23][24]
- ترتبط فيليكو ترنوفو مع بايون باتفاقية توأمة منذ 7 أبريل 2006.[25][26][27][28]
- ترتبط كازنلاك مع سانت اربلن باتفاقية توأمة منذ 1 مارس 1995.
- ترتبط برنيك مع كاين باتفاقية توأمة منذ 1 أكتوبر 2004.[29][29][30][31]
- ترتبط فارنا مع ليون باتفاقية توأمة منذ 1987.[32][32][32][32]
- ترتبط يامبل مع فيلجويف باتفاقية توأمة.
- ترتبط لوفتش مع لافال باتفاقية توأمة منذ 2010.[33][34][35][36]

## منظمات دولية مشتركة
يشترك البلدان في عضوية مجموعة من المنظمات الدولية، منها:
| علم المنظمة | اسم المنظمة                               | تاريخ انضمام بلغاريا | تاريخ انضمام فرنسا |
| ----------- | ----------------------------------------- | -------------------- | ------------------ |
|             | الاتحاد الأوروبي                          | 2007                 | 25 مارس 1957       |
|             | وكالة ضمان الاستثمار متعدد الأطراف        | 23 سبتمبر 1992       | 28 ديسمبر 1989     |
|             | الأمم المتحدة                             | 14 ديسمبر 1955       | 24 أكتوبر 1945     |
|             | الفريق المعني برصد الأرض                  | ?                    | ?                  |
|             | مركز تنسيق الحركة في أوروبا ‏              | ?                    | ?                  |
|             | منظمة حظر الأسلحة الكيميائية              | ?                    | ?                  |
|             | منظمة التجارة العالمية                    | 1 ديسمبر 1996        | 1995               |
|             | منظمة الشرطة الجنائية الدولية             | ?                    | ?                  |
|             | منظمة الأمن والتعاون في أوروبا            | 25 يونيو 1973        | 25 يونيو 1973      |
|             | حلف شمال الأطلسي                          | 29 مارس 2004         | 4 أبريل 1949       |
|             | نظام تحكم تكنولوجيا القذائف               | 2004                 | 1987               |
|             | يونسكو                                    | 17 مايو 1956         | 4 نوفمبر 1946      |
|             | مجلس أوروبا                               | 7 مايو 1992          | 5 مايو 1949        |
|             | الاتحاد البريدي العالمي                   | ?                    | ?                  |
|             | البنك الدولي للإنشاء والتعمير             | 25 سبتمبر 1990       | 27 ديسمبر 1945     |
|             | اتفاقية السماوات المفتوحة                 | ?                    | ?                  |
|             | الاتحاد الدولي للاتصالات                  | 18 سبتمبر 1880       | 1866               |
|             | مؤسسة التمويل الدولية                     | 22 يوليو 1991        | 20 يوليو 1956      |
|             | المنظمة الأوروبية لسلامة الملاحة الجوية   | 1997                 | 1960               |
|             | المركز الدولي لتسوية المنازعات الاستشارية | 13 مايو 2001         | 20 سبتمبر 1967     |
|             | مجموعة أستراليا                           | 2001                 | 1985               |
|             | مجموعة الموردين النوويين                  | ?                    | ?                  |

## أعلام
هذه قائمة لبعض الشخصيات التي تربطها علاقات بالبلدين:
- أندريه العملاق (مصارع فرنسي، 19 مايو 1946[45] – 27 يناير 1993[45])
- ارنو اناستاسوا (لاعب كرة قدم فرنسي، 23 يناير 1988[46] – )
- اليكساندر كويف (لاعب كرة قدم فرنسي، 20 فبراير 1992[47] – )
- إيرينا بوكوفا (دبلوماسية بلغارية، 12 يوليو 1952 – )
- تزفيتان تودوروف (فيلسوف بلغاري، 1 مارس 1939[48][49][50] – 7 فبراير 2017)
- جاك كانيتي (30 مايو 1909[51][52][53] – 7 يونيو 1997[51][52][53])
- سيلفي فارتان (مغنية فرنسية، 15 أغسطس 1944[54][55] – )
- فاسيل إفتيموف (لاعب كرة سلة فرنسي، 30 مايو 1977 – )
- مايكل فارتان (27 نوفمبر 1968[56] – )

## وصلات خارجية
- موقع وزارة الخارجية البلغارية
- موقع وزارة الخارجية الفرنسية